# Agrilus harenus
Agrilus harenus är en skalbaggsart som beskrevs av Nelson 1994. Agrilus harenus ingår i släktet Agrilus och familjen praktbaggar. Inga underarter finns listade i Catalogue of Life.